# Афанасьевское (Ярославская область)
Афанасьевское — деревня в Любимском районе Ярославской области России.  
С точки зрения административно-территориального устройства входит в состав Воскресенского сельского округа. С точки зрения муниципального устройства входит в состав Воскресенского сельского поселения.

## География
Находится в пределах центральной части Московской синеклизы Восточно-Европейской (Русской) платформы. Поблизости находятся следующие населённые пункты: Антушово, Бурдуково, Вязниково, Глазково, Демково, Овсяниково, Павловское (Фоминский сельсовет), Починок (Великосельский сельсовет), Сельцо, Трухино, другие.

## История
Село основано в 1776 году, в том же году образовался приход из 10 селений. Каменная церковь преподобного Афанасия Афонского построена в 1827 год на средства прихожан. Престолов было три: настоящая холодная — во имя препод. Афанасия Афонского, в теплых приделах на правой стороне — во имя св. вмч. Димитрия Солунского, на левой стороне — во имя св. муч. Параскевы. 
В конце XIX — начале XX века село входило в состав Васильевской волости Любимского уезда Ярославской губернии.
С 1929 года село входило в состав Вознесенского сельсовета Любимского района, в 1935 — 1963 годах в составе Пречистенского района, с 1954 года — в составе Воскресенского сельсовета, с 2005 года — в составе Воскресенского сельского поселения.

## Население
| 1859 | 1914 | 2002 | 2007 | 2010 |
| ---- | ---- | ---- | ---- | ---- |
| 6    | ↗18  | ↘5   | →5   | ↘0   |

## Достопримечательности
В деревне расположена недействующая Церковь Афанасия Афонского (1827).